# Karina Hlyzhina
Karina Hlyzhina (en ucraniano: Каріна Гліжіна; 28 de abril de 2009) es una deportista ucraniana que compite en saltos de plataforma. Ganó una medalla de plata en el Campeonato Europeo de Natación de 2024, en la prueba de equipo mixto.

## Palmarés internacional
| Campeonato Europeo | Campeonato Europeo | Campeonato Europeo | Campeonato Europeo |
| Año                | Lugar              | Medalla            | Prueba             |
| ------------------ | ------------------ | ------------------ | ------------------ |
| 2024               | Belgrado (Serbia)  | Medalla de plata   | Equipo mixto       |